# 利圖埃切
34°7′0″S 71°44′15″W / 34.11667°S 71.73750°W

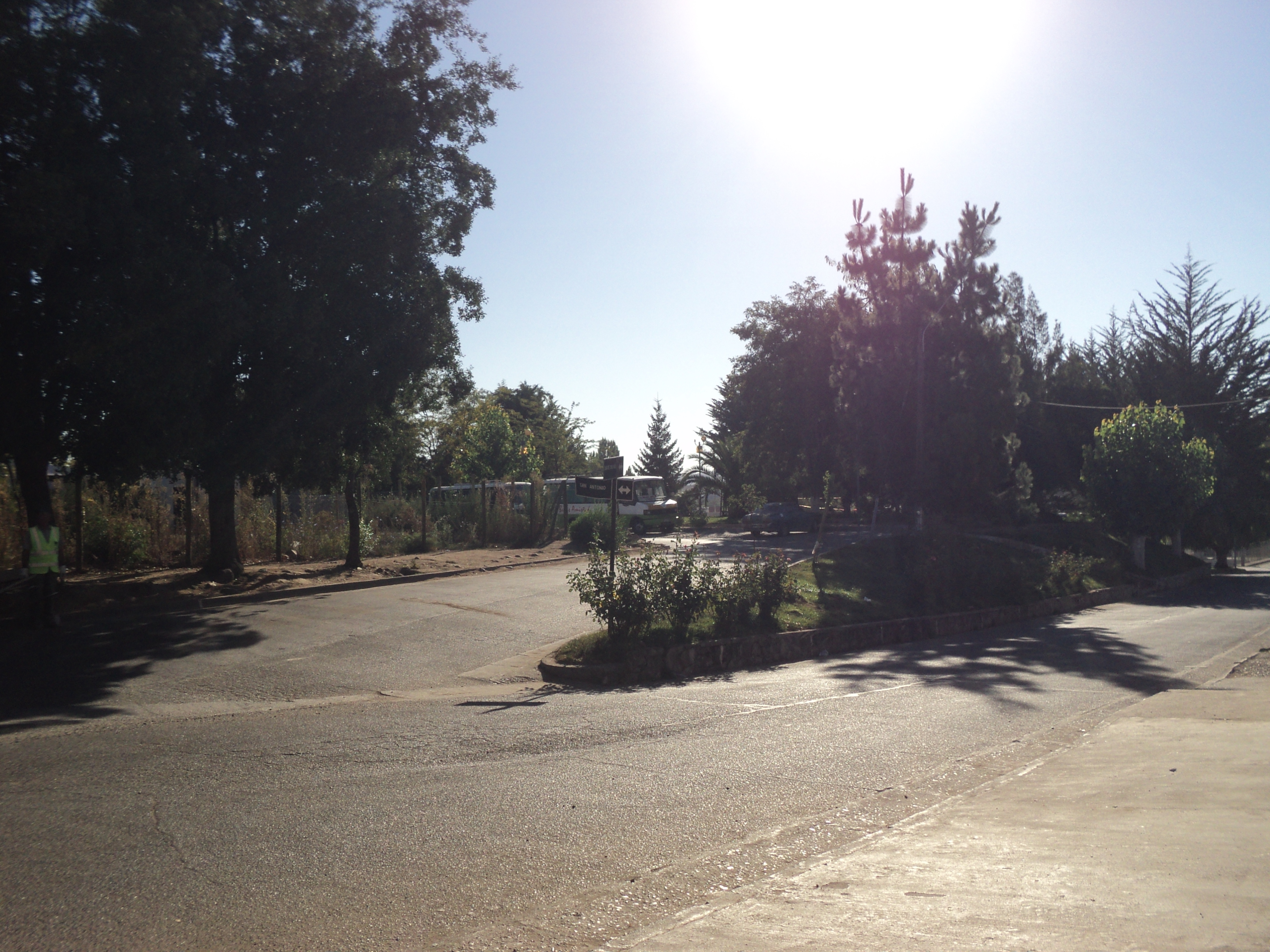

利圖埃切（西班牙語：Litueche），是智利的城鎮，位於該國中部奧伊金斯將軍解放者大區的卡德納爾卡羅省，面積618.8平方公里，海拔高度269米，2012年人口5,638人，人口密度每平方公里9.1人。